# Between the Raindrops
"Between the Raindrops" é uma canção da banda norte-americana Lifehouse, gravada para o seu sexto álbum de estúdio Almería. Conta com a participação da cantora britânica Natasha Bedingfield e foi escrita por Jason Wade, Jude Cole e Jacob Kasher. O seu lançamento ocorreu a 21 de Setembro de 2012 como primeiro single do projecto.

## Desempenho nas tabelas musicais

### Posições
| Tabela musical (2012-2013)                 | Melhor posição |
| ------------------------------------------ | -------------- |
| Canadá - Canadian Hot 100                  | 16             |
| Estados Unidos - Billboard Hot 100         | 79             |
| Estados Unidos - Billboard Adult Pop Songs | 22             |